# Шуменці
Шу́менці (болг. Шуменци) — село в Силістринській області Болгарії. Входить до складу общини Тутракан.

## Населення
За даними перепису населення 2011 року у селі проживали 514 осіб.
Національний склад населення села:
| Національність   | Кількість осіб | Відсоток |
| ---------------- | -------------- | -------- |
| болгари          | 309            | 60,5%    |
| турки            | 200            | 39,1%    |
| Всього відповіли | 511            |          |

Розподіл населення за віком у 2011 році:
Динаміка населення: